# کونگولو آمبا
کونگولو آمبا (انگلیسی: Kongolo Amba؛ زادهٔ ۲۴ ژوئن ۱۹۷۳) بازیکن زن بسکتبال اهل جمهوری دموکراتیک کنگو بود. وی در بازی‌های المپیک تابستانی ۱۹۹۶ شرکت کرده‌است.